# Shinmoedake
De Shinmoedake (Japans: 新燃岳, Shinmoe-dake) is een actieve stratovulkaan op het Japanse eiland Kyushu op de grens van de prefecturen Kagoshima en Miyazaki. De Shinmoedake vormt een onderdeel van de vulkanengroep Kirishima, die zich rondom de Baai van Kagoshima bevindt.De Shinmoedake is 1421 meter hoog. De laatst geregistreerde erupties zijn uit de jaren 1716, 1717, 1771, 1822, 1959, 1991, 2008, en 2009. De laatste begon op 19 januari 2011. Op 27 januari 2011 werden in het gebied, in een straal van 3 kilometer rondom de vulkaan, zo’n duizend mensen geëvacueerd.
Noemenswaardig aan deze vulkaan is dat er in 1967 de James Bond-film, You Only Live Twice is opgenomen. De vulkaan was de plek waar de "schurken" een geheime raketbasis hadden.
Op 13 maart 2011 is deze vulkaan weer uitgebarsten na de zeebeving van Sendai, welke op 11 maart plaatsvond. Het is echter onbekend of er een relatie is met deze zeebeving.

## Galerie

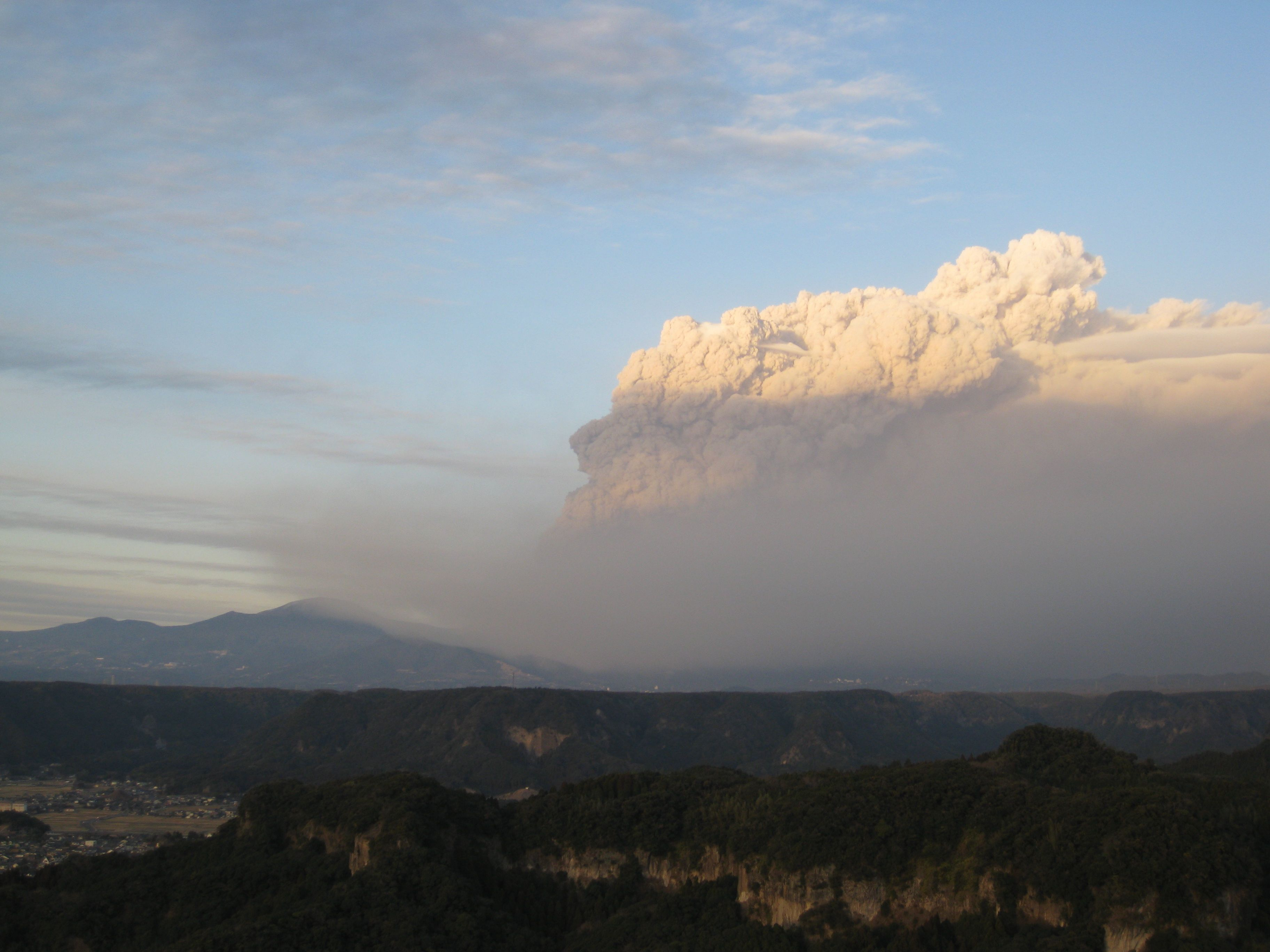
Tijdens de eruptie in januari 2011.
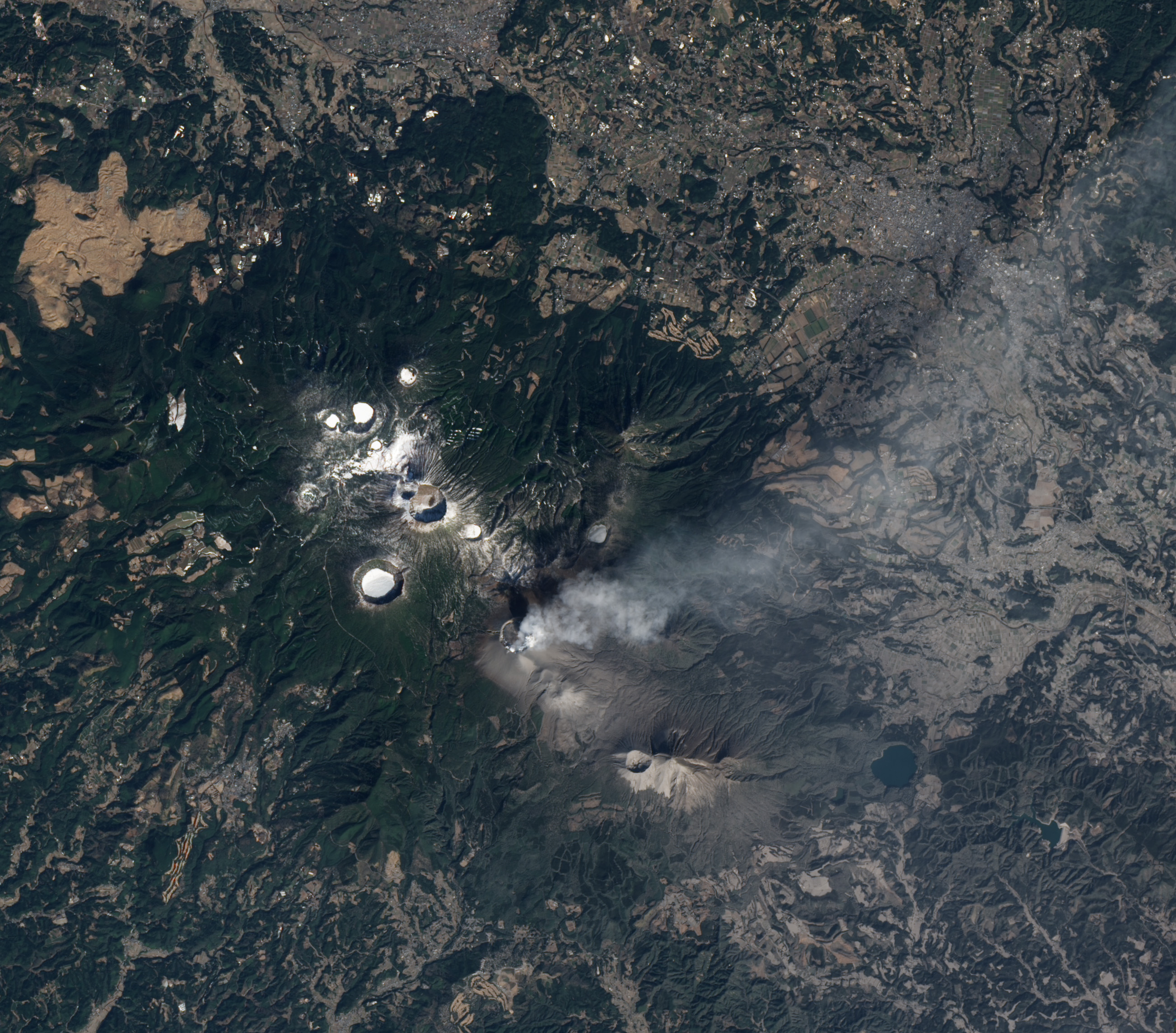
Satellietfoto van Shinmoe-dake in februari 2011.
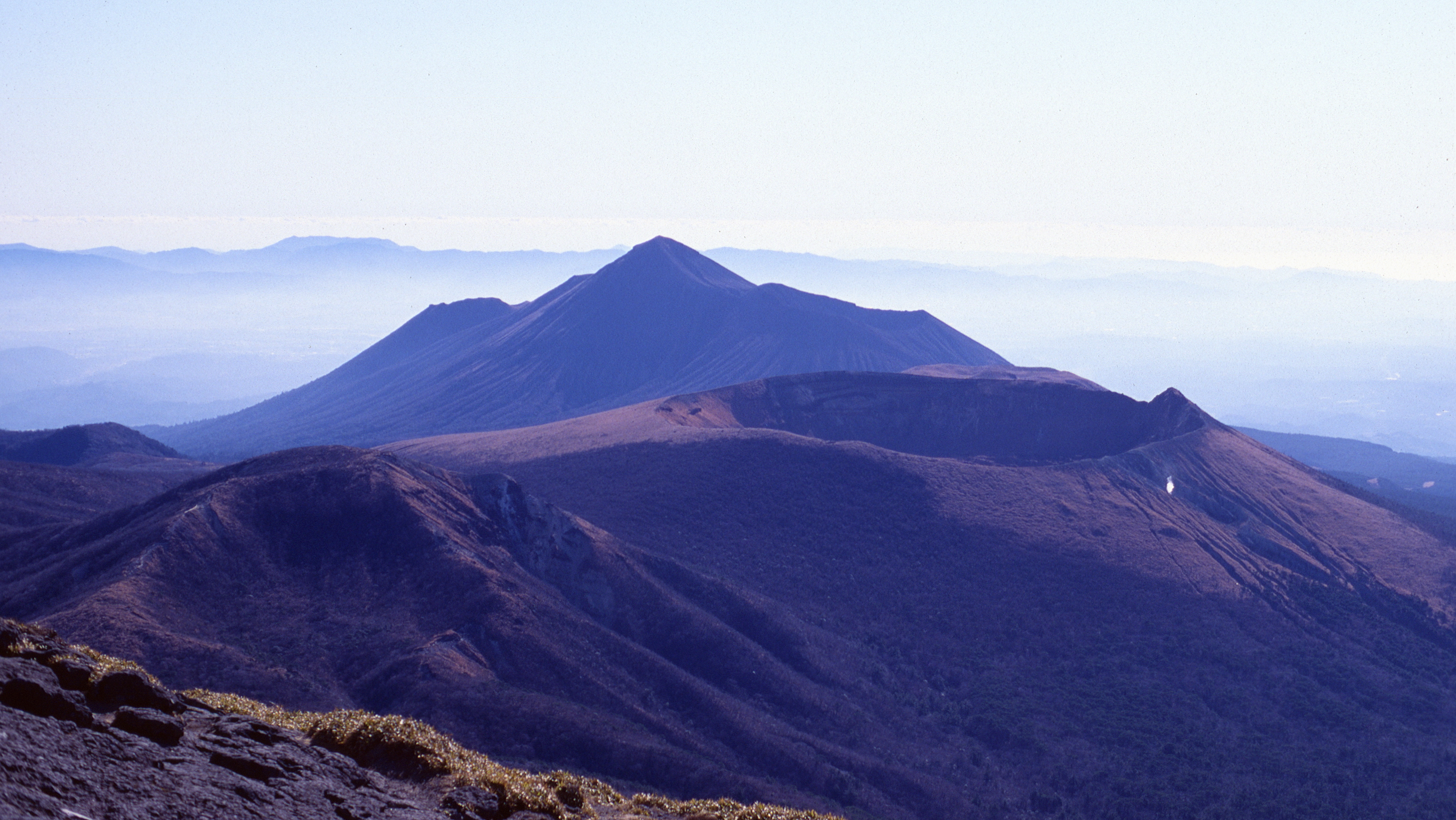
Shinmoedake & Takachihonomine in december 1998.